# Bobigny
Bobigny este un oraș în Franța, prefectura departamentului Seine-Saint-Denis, în regiunea Île-de-France, la 3 km nord-est de Paris. 
1. ↑  French National Directory of Representatives, accesat în 15 martie 2019
2. ↑  répertoire géographique des communes, accesat în 26 octombrie 2015
3. ↑  dataset of postal codes in France, 1 octombrie 2018